# Филмофоб
Филмофоб је човек који не воли филм или према њему осећа изразито одбијање. У примитивној епохи кинематографије, када је филм био сматран обликом забаве намењене друштвеним слојевима малих духовних потреба, многи припадници интелектуалне елите често су му порицали било какав озбиљнији значај, видећи у њему тек примитивну техничку копију позоришта.
Данас се термин углавном употребљава за људе који филм игноришу или му се супротстављају са стајалишта личног искуства или предрасуда, најчешће из идеолошких или религијских побуда.